# Tanya Vannini
Tanya Vannini (Firenze, 19 marzo 1969) è un'ex nuotatrice italiana.

## Carriera
Stileliberista specializzata nelle distanze più lunghe, ebbe un inizio precoce di carriera: ha debuttato sul podio dei campionati italiani primaverili nel 1982 pochi giorni dopo aver compiuto i tredici anni; l'esordio con la squadra nazionale è avvenuto l'anno successivo, dopo aver vinto il suo primo titolo assoluto negli 800 m, agli europei giovanili di Mulhouse, in Alsazia (Francia), di inizio agosto in cui ha vinto quattro medaglie, due bronzi nei 200 e 400 m e due argenti negli 800 m e con la staffetta 4×200 m stile libero. Due settimane dopo è stata convocata per i campionati europei assoluti di Roma, e con la staffetta 4×200 m è entrata in finale con Monica Olmi, Carla Lasi e Silvia Persi.
È tornata ai campionati europei nel 1985 a Sofia, dove ha dato ancora il suo contributo in finale alle staffette a stile libero soprattutto nella 4×200 m che è arrivata quarta a sette decimi dal podio. Ha cambiato squadra nel 1986 passando dagli Amici del nuoto alla Fiorentina Nuoto e vinto cinque titoli italiani facendo il primato italiano dei 200 m agli estivi e andando sul podio anche in distanze non sue come i 50 e 100 metri: ha confermato lo stato di forma quando, partecipando ai campionati mondiali di Madrid, è entrata in finale B nei 400 m ed è attivata settima nei 200 m e con la staffetta 4×100 m stile assieme a Silvia Persi, Ilaria Tocchini e Manuela Dalla Valle.
L'anno dopo vince ancora quattro volte ai campionati italiani; convocata agli europei di Strasburgo in agosto ottiene i suoi migliori risultati nella manifestazione arrivando quarta nei 200 m e quinta nei 400 m , migliorando il primato italiano in batteria e in finale, dietro alle nuotatrici dell'est europeo: è arrivata quinta anche con la 4×200 m. Un mese dopo, ai Giochi del Mediterraneo di Latakia ha vinto i suoi primi ori internazionali arrivando prima nei 200, 400, 800 e nella 4×100 m stile libero. Nel 1988 ha avuto meno successo e non è stata convocata ai Giochi olimpici di Seul.
Tornata in nazionale nella Coppa Latina del 1989, ha poi partecipato ai suoi quarti campionati europei a Bonn dove è riuscita a vincere la medaglia di bronzo con la 4×200 m con Orietta Patron, Silvia Persi e Manuela Melchiorri. Il suo ultimo anno con la nazionale è stato il 1991: a fine giugno ha partecipato ai Giochi del Mediterraneo di Atene, ancora con risultati positivi: oro nei 200 m, argento nei 400 m e bronzo con la 4×100 m stile libero. Sempre ad Atene un mese dopo agli europei è arrivata quarta in finale della 4×200 m con Cristina Sossi, Cecilia Vianini e Manuela Melchiorri. Ritiratasi dalle gare, è diventata istruttrice di nuoto nel Nuoto Club Brescia e si è sposata con Giorgio Lamberti.
Dal settembre del 2011 è divenuta istruttrice della squadra agonistica G.A.M. team diretta dal marito Lamberti.

## Palmarès
| Campionati del mondo     | 200 m st. libero       | 400 m st. libero        | 800 m st. libero        | 4×100 m st. libero           | 4×200 m st. libero                |
| 1986 Madrid Spagna       | 7ª 2'02"52             | 3ª in finale B 4'16"29  | 12ª in batteria 8'49"71 | 7ª - 3'52"14 frazione: 57"79 | ---                               |
| Campionati europei       | 200 m st. libero       | 400 m st. libero        | 800 m st. libero        | 4×100 m st. libero           | 4×200 m st. libero                |
| 1983 Roma Italia         | ---                    | ---                     | 15ª in batteria 9'06"74 | ---                          | 8ª - 8'21"24 :                    |
| 1985 Sofia Bulgaria      | 7ª in finale B 2'06"79 | 19ª in batteria 4'25"43 | ---                     | 8ª - 3'53"48 :               | 4ª - 8'15"84 :                    |
| 1987 Strasburgo Francia  | 4ª 2'01"19             | 5ª 4'10"71              | ---                     | ---                          | 5ª - 8'12"97 :                    |
| 1989 Bonn Germania Ovest | ---                    | ---                     | ---                     | ---                          | Bronzo: 8'10"49 frazione: 2'03"22 |
| 1991 Atene Grecia        | ---                    | ---                     | ---                     | ---                          | 4ª - 8'19"46 frazione: 2'04"97    |
| Giochi del Mediterraneo  | 200 m st. libero       | 400 m st. libero        | 800 m st. libero        | 4×100 m st. libero           | 4×200 m st. libero                |
| 1987 Latakia Siria       | Oro 2'02"52            | Oro 4'16"49             | Oro 8'44"68             | Oro: 3'52"92 :               | ---                               |
| 1991 Atene Grecia        | Oro 2'04"51            | Argento 4'24"12         | ---                     | Bronzo: 3'58"05 :            | ---                               |
| Europei giovanili        | 200 m st. libero       | 400 m st. libero        | 800 m st. libero        | 4×100 m st. libero           | 4×200 m st. libero                |
| 1983 Mulhouse Francia    | Bronzo 2'05"31         | Bronzo 4'21"09          | Argento 8'52"74         | ---                          | Argento: 8'29"87 :                |

### Altri risultati
Coppa latina (vengono elencate solo le gare individuali)
- 1987, Buenos Aires,  Argentina

400 m stile libero: argento, 4'20"27
800 m stile libero: argento, 8'54"23
- 1989, Nizza,  Francia

200 m stile libero: argento, 2'04"82

### Campionati italiani
14 titoli individuali e 1 in staffetta, così ripartiti:
- 7 nei 200 m stile libero
- 4 nei 400 m stile libero
- 3 negli 800 m stile libero
- 1 nella staffetta 4×100 m mista

| Anno | Edizione    | st.libero 50 m | st.libero 100 m | st.libero 200 m | st.libero 400 m | st.libero 800 m | st.libero 4×200 m | mista 4×100 m |
| ---- | ----------- | -------------- | --------------- | --------------- | --------------- | --------------- | ----------------- | ------------- |
| 1982 | Primaverili | -              | -               | -               | -               | 2               | -                 | -             |
| 1982 | Estivi      | -              | -               | -               | 2               | 2               | -                 | -             |
| 1983 | Primaverili | -              | -               | 2               | 2               | 2               | -                 | -             |
| 1983 | Estivi      | -              | -               | 2               | 2               | 1               | 2                 | -             |
| 1984 | Primaverili | -              | -               | 2               | 2               | 2               | -                 | -             |
| 1984 | Estivi      | -              | -               | 3               | 2               | -               | -                 | -             |
| 1985 | Primaverili | -              | -               | 1               | 1               | 3               | -                 | -             |
| 1985 | Estivi      | -              | -               | 2               | 2               | 3               | 3                 | -             |
| 1986 | Primaverili | -              | -               | 1               | 1               | 1               | -                 | -             |
| 1986 | Estivi      | 2              | 2               | 1               | 1               | 2               | -                 | -             |
| 1987 | Primaverili | -              | -               | 1               | 1               | 1               | -                 | -             |
| 1987 | Estivi      | -              | -               | 1               | 2               | 3               | -                 | -             |
| 1988 | Primaverili | -              | -               | -               | -               | -               | 3                 | -             |
| 1988 | Estivi      | -              | -               | -               | -               | -               | 2                 | -             |
| 1989 | Primaverili | -              | -               | 2               | -               | -               | -                 | -             |
| 1990 | Primaverili | -              | -               | 2               | 2               | -               | 3                 | -             |
| 1990 | Estivi      | -              | -               | 2               | -               | -               | -                 | -             |
| 1991 | Primaverili | -              | -               | -               | -               | -               | 3                 | -             |
| 1991 | Estivi      | -              | -               | 1               | -               | -               | 3                 | 2             |
| 1992 | Primaverili | -              | -               | 1               | -               | -               | 2                 | 1             |